# Viva Caporetto!
Viva Caporetto! est un essai de l'écrivain italien Curzio Malaparte paru en 1921.

## Historique
Dans  Viva Caporetto!, paru en 1921, Curzio Malaparte relate la Bataille de Caporetto, très lourde défaite où l'armée italienne perd plus de 330 000 soldats, 40 000 tués ou blessés et 295 000 prisonniers ; à ces pertes s'ajoutent les déserteurs, dont le nombre est estimé à 400 000 hommes.

Ce livre fut saisi trois fois entre 1921 et 1923.

## Résumé
« Ce n'est pas un livre de guerre...C'est le livre d'un homme, d'un homme comme les autres, qui a connu la tranchée, fantassin parmi les fantassins, comme d'autres vont à l'église pour la confession, à l'atelier ou au champ pour leur labeur quotidien.»
Viva Caporetto! est le cri de révolte « des petits, des obscurs, des sans-grades » des camarades de combat de Curt-Erich Suckert, le médaillé de la Première Guerre Mondiale désespéré par deux années de batailles et de sacrifice.

La thèse de Malaparte est que la catastrophe de Caporetto vient de l'incompétence des généraux et de l'irresponsabilité de la classe politique et que le salut de la nation viendra des « saints maudits », c'est-à-dire des humbles soldats d'infanterie et des jeunes représentants  des classes moyennes qui ont partagé les horreurs et les souffrances de la guerre de tranchée avec les soldats et les officiers subalternes.

## Éditions italiennes
- 1921 - Viva Caporetto!, de Curt-Erich Suckert , publié à compte d'auteur à Prato.
- 1921 - 1923 - 1934 - La rivolta dei santi maledetti (La Révolte des saints maudits), de Curt-Erich Suckert , éditions La Rassegna Internazionale à Rome.
- 1961 - La rivolta dei santi maledetti e altri saggi politici, de Curzio Malaparte, éditions Vallecchi (it) à Florence.
- 1981 - Viva Caporetto! La rivolta dei santi maledetti, introduction de Mario Isnenghi, Milan, Arnoldo Mondadori Editore.
- 1995 - Viva Caporetto! La rivolta dei santi maledetti, éditions Vallecchi (it) à Florence.

## Édition française
- 2012 - Viva Caporetto! de Curzio Malaparte, traduction, préface, chronologie et notes de Stéphanie Laporte, Paris, Les Belles Lettres.